# Junkers Ju 288
Die Junkers Ju 288 war die Neuentwicklung eines Kampfflugzeuges der deutschen Luftwaffe im Zweiten Weltkrieg.

## Geschichte

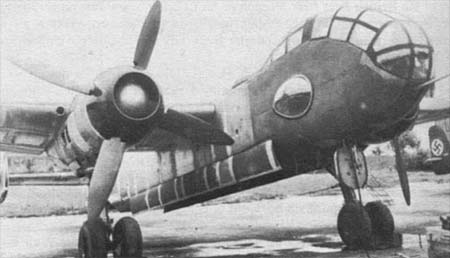
Ju 288 mit Jumo-222-Motoren

Die Maschine wurde im Rahmen des „Bomber B“-Programms neu entwickelt und sollte ursprünglich als Standardbomber Flugzeuge wie die Ju 88, Do 17 und He 111 ablösen. Der „Bomber B“ sollte in der Lage sein, eine Bombenlast von 4000 kg mit 600 km/h über 1500 bis 2000 km zu transportieren. Es kam zu keiner Serienfertigung, es wurden nur 23 Stück dieses Typs hergestellt. Ein Teil der Entwicklungsarbeit konnte bei der Ju 388 dann aber doch noch genutzt werden.
Als Antrieb waren zwei wassergekühlte 24-Zylinder-Motoren des Typs Junkers Jumo 222 vorgesehen. Aufgrund von Problemen bei der Entwicklung des Jumo 222 wurden auch andere Motoren verwendet. Der Erstflug erfolgte Ende 1940 mit BMW-801-Motoren. Für den in der Literatur genannten Erstflugtermin der Ju 288 V1 (29. November 1940) gibt es keinen quellenmäßigen Nachweis. Nachweisbar ist, dass das Flugzeug am 17. Januar 1941 geflogen ist und am 2. März 1941 verbrannte.
Bei der Entwicklung der Ju 288 im Rahmen des Bomber-B-Programms handelte es sich wahrscheinlich um das teuerste Entwicklungsvorhaben der Luftwaffe. Von Mitte 1939 bis Mitte 1944 wandte Junkers 84 Millionen Reichsmark als Entwicklungskosten und für den Bau der Versuchsmuster auf. Insgesamt wurden 22 Versuchsmuster gebaut (V1–V14, V101–V108), von denen 19 bis zum August 1943 an das RLM abgeliefert wurden. Zwei Nachzügler (vermutlich V103 und V105) wurden erst im März 1944 gemeldet, die V1 wurde bei Junkers zerstört. Im Erprobungsprogramm der Ju 288 wurden auch die Ju 88 V1 (Regensichtversuche), V2 und V5 (Kanzelerprobung), V8 (Querrudererprobung) sowie die Ju 86 V31 und die Ju 86 G W.-Nr. 294 zur Erprobung des Hirth-Bordaggregates eingesetzt.
Für die einzige noch anlaufende Serie C-1 wurden im Juni 1943 die Muster V103 bis V105 vorgesehen. Das erste Serienflugzeug 310151 wurde im Dezember 1943 ausgeliefert. Vier weitere Flugzeuge, die sich im Bau befanden (W.-Nr. 310153–310156), wurden nach dem Abbruch des Programms verschrottet. Das Schicksal der W.-Nr. 310152 ist unbekannt, eventuell wurde sie bei einem Bombenangriff zerstört.
Das endgültige Aus für die Ju 288 kam am 23. März 1944. Zu diesem Zeitpunkt wurde seitens des RLM entschieden, das Programm zu beenden und alle Versuchsflugzeuge bis auf die V9, die bei Jumo zur Erprobung des Jumo 222 verwendet wurde, zu verschrotten. Der Grund dürfte darin gelegen haben, dass sich die Entwicklung des Flugzeuges fast fünf Jahre hingezogen hatte, ohne dass in absehbarer Zeit eine Großserienfertigung der Ju 288 aufgenommen werden konnte, wodurch das Flugzeug für die Kriegsführung seinen Wert verloren hatte.

## Konstruktion
Die Junkers Ju 288 war als zweimotoriger Schulterdecker mit einziehbarem Fahrwerk und zunächst drei, später vier Mann Besatzung ausgelegt.

## Versionen

### Ju 288 A
Für den Rumpf und die Tragflächen wurden Teile der Ju 88 verwendet. Der vordere Teil des Rumpfes wurde völlig neu konstruiert. Es entstand ein sogenannter Kampfkopf, bei dem alle drei Besatzungsmitglieder in unmittelbarer örtlicher Nähe im vorderen Rumpfbereich in einer Druckkabine zusammengefasst wurden.
Da die vorgesehenen Jumo-222-Motoren nicht zufriedenstellend arbeiteten, wurden große Teile der Erprobung mit den wesentlich schwächeren BMW 801 durchgeführt.

### Ju 288 B

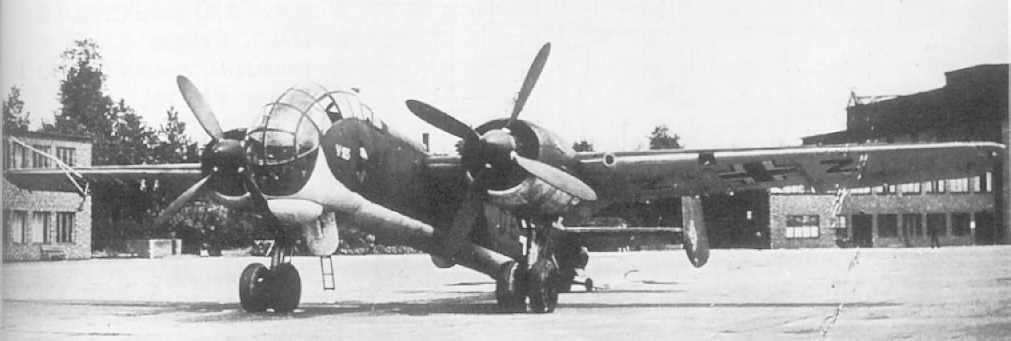
Ju 288 V13, ein Prototyp der Ju 288 B

Aufgrund der von der Luftwaffe gesammelten Kampferfahrungen wurden die Anforderungen an die Ju 288 erhöht und unter anderem eine 4-Mann-Besatzung gefordert, so dass sich der bestehende Entwurf der Ju 288 als zu klein erwies. Deshalb erfolgte eine komplette Neukonstruktion, die zur Ju 288 B führte. Es wurde eine Abwehrbewaffnung mit einem fernsteuerbaren Heckstand vorgesehen.
Als sich abzeichnete, dass der Jumo 222 nicht in Serie gehen würde, da seine Fertigung zu viele kriegswichtige Metalle erforderte und deren Ersatz durch weniger wertvolle Materialien nicht gelang, wurde die Entwicklung eingestellt.

### Ju 288 C
Schließlich wurden DB-610-Motoren verwendet, die endlich brauchbarere Resultate zeigten. Es zeigten sich Probleme ähnlich denen der Heinkel He 177, die mit dem gleichen Motor ausgerüstet war. Trotz allem wurde mit diesen Motoren 1943 die Serienreife erreicht. Die Serienfertigung wurde für den Sommer 1944 bei der Firma Letov in Prag vorgesehen. Aufgrund der Kriegsentwicklung und dem daraus resultierenden Jägernotprogramm kam es jedoch nicht mehr dazu. Es wurde nur eine Ju 288 C-1 fertiggestellt.

### Ju 288 D
Wie die Ju 288 C, jedoch mit geänderter Heckbewaffnung. Nur eine Attrappe wurde gebaut.

### Ju 288 G
Nur Projekt; mit einer rückstoßfreien 35,5-cm-Anti-Schiffskanone.

## Technische Daten
| Kenngröße                          | Daten der Ju 288 C                                                               |
| ---------------------------------- | -------------------------------------------------------------------------------- |
| Länge                              | 18,15 m                                                                          |
| Spannweite                         | 22,66 m                                                                          |
| Flügelfläche                       | 65 m²                                                                            |
| Flügelstreckung                    | 7,9                                                                              |
| max. Startmasse                    | 21.800 kg                                                                        |
| projektierte Höchstgeschwindigkeit | 655 km/h                                                                         |
| Dienstgipfelhöhe                   | 10.390 m (34.100 ft)                                                             |
| Reichweite                         | 2.600 km                                                                         |
| Triebwerke                         | zwei 24-Zylinder-V-Motoren DB 610 mit je maximal 2.950 PS (ca. 2.170 kW)         |
| Bewaffnung                         | acht 13-mm-MG 131 oder 15-mm-MG 151 in Zwillingsdrehtürmen an Bug/Rumpf und Heck |
| Bombenlast                         | bis zu 3.000 kg intern und etwa 2.000 kg extern                                  |